# Club Atlético del Plata
El Club Atlético del Plata fue un club de fútbol argentino desaparecido que participó de la Primera División durante la década de 1920. Desapareció definitivamente en la década de 1990.

## Historia

### Fundación

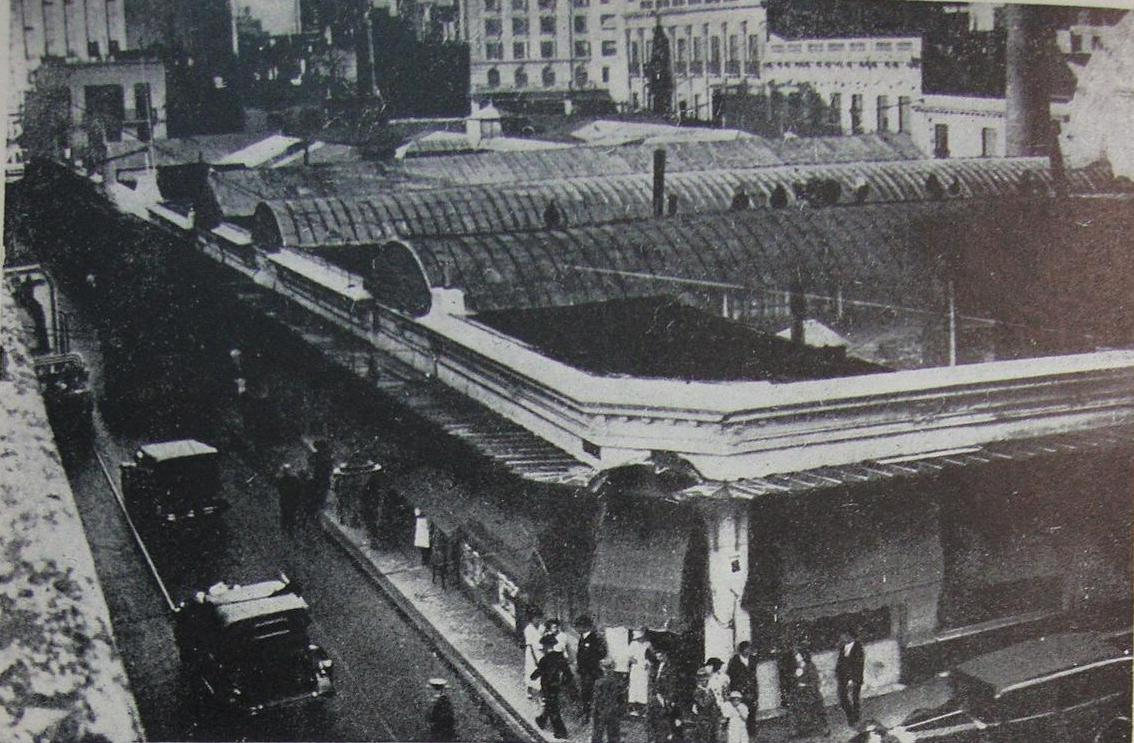
El Mercado del Plata, inspiración del nombre otorgado al club.

El club fue fundado el 20 de septiembre de 1915 por los trabajadores del desaparecido Mercado del Plata, el mercado popular de Buenos Aires, que se estableció en 1856, donde se vendían y distribuían frutas y verduras, entre otros productos. El nombre fue elegido por sus fundadores en alusión al del mercado.

### De tercera a Primera División

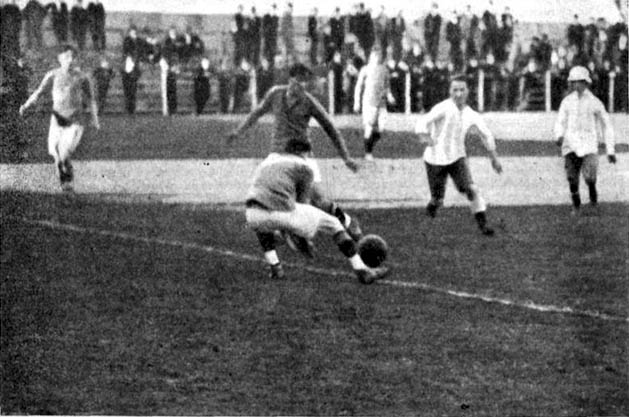
Del Plata jugando en un encuentro ante Boca Juniors en 1920.

Fue afiliado a la Asociación Argentina de Football y comenzó a jugar en la tercera división en 1915. En 1918, ascendió a la segunda categoría del fútbol argentino (entonces llamada División Intermedia), para finalmente llegar a la Primera División en 1920. El equipo terminó quinto en su primera temporada en la i categoría. Un año después Del Plata hizo su mejor campaña en Primera y terminó segundo detrás del campeón Huracán, con 12 victorias y solo 2 derrotas en 18 partidos jugados, y obtuvo así el mejor logro de su historia en el fútbol argentino. En el campeonato de 1922 terminó cuarto, mientras que en 1923 sumó 29 puntos en lo que fue la mayor cantidad lograda por el club en un torneo.

### Descenso
Los campeonatos de 1924 y 1925 fueron de escasos logros. La de 1926 fue la última temporada del club en Primera, ya que, para el siguiente torneo, la Asociación Argentina se fusionó con la Asociación Amateurs y solo siete de sus equipos permanecieron en la nueva Primera División, mientras que los restantes, entre los que se encontraba Del Plata, fueron relegados a la segunda división en 1927. El 28 de noviembre jugó su último partido en la máxima categoría, triunfando por 2 a 1 ante Dock Sud.

### Desafiliación
Tras su relegación a la Primera División B, su desempeño fue decayendo, al punto de finalizar último en 1930 pero, debido a la supresión de los descensos, pudo mantenerse en la categoría.
En la temporada de 1932 comenzó con el pie derecho, obteniendo varios triunfos aunque intercalados con algunas derrotas. Sin embargo, luego de varias derrotas seguidas, decide retirarse del torneo y desafiliarse de la asociación. Había disputado 9 encuentros, con 3 victorias y 1 empate. Su último triunfo fue el 8 de mayo ante Albión por 2 a 1. Mientras que su último partido fue el 12 de junio ante Palermo, igualando 0 a 0.

### Disolución
Del Plata se disolvió en 1947, aunque la institución se restableció en la década de 1960, permaneciendo activa hasta la década de los años 1990, cuando fue definitivamente cerrada.

## Estadio
El club ejerció su localía en el estadio ubicado en el actual barrio de Barracas, entre las calles Iriarte y Vélez Sarsfield. El mismo fue inaugurado el 28 de mayo de 1911 y fue usado inicialmente por Hispano Argentino hasta su fusión con Almagro. Allí la institución disputó los campeonatos y competencias de Primera División y Primera División B hasta 1930.
El campo de juego del estadio medía 100 metros de largo y 88 metros de ancho y estaba cercado con alambre de tejido y chapas de zinc. Además de tribunas, contaba con pasillo y casilla para jugadores, cuartos de vestis, baños, agua corriente y obras sanitarias.

## Colores del equipo
Los colores característicos de la primera formación de Del Plata era un blanco y ligeras rayas verticales azules (similar a Racing Club), que fue usado hasta 1922. A continuación, el club adoptó el azul marino y blanco, los que serían sus colores distintivos definitivos hasta su disolución durante la década de 1990.
|  |  |

## Datos del club

### Temporadas
- Temporadas en Primera División: 7 (1920 — 1926)

- Temporadas en la segunda categoría del fútbol argentino: 7
  - Temporadas en División Intermedia: 1 (1919)
  - Temporadas en Primera División B: 6 (1927 — 1932)

- Temporadas en la tercera categoría del fútbol argentino: 2
  - Temporadas en Segunda División: 2 (1917 — 1918)

### Posicionamientos obtenidos en Primera División
| Año  | Posición | Pts | G  | E | P  |
| ---- | -------- | --- | -- | - | -- |
| 1920 | 5.°      | 26  | 10 | 6 | 8  |
| 1921 | 2.°      | 28  | 12 | 4 | 2  |
| 1922 | 4.°      | 20  | 10 | 0 | 6  |
| 1923 | 9.°      | 29  | 10 | 9 | 10 |
| 1924 | 21.°     | 10  | 4  | 2 | 15 |
| 1925 | 11.°     | 18  | 7  | 4 | 9  |
| 1926 | 16.°     | 9   | 4  | 1 | 12 |

#### Estadísticas
- En el campeonato de 1921, logra el subcampeonato, mejor posición obtenida en la categoría.
- En el campeonato de 1923, obtuvo 29 puntos, su mejor marca.
- En el campeonato de 1924, tuvo su peor desempeño al terminar 21.º
- En el campeonato de 1926, tuvo su menor marca obteniendo 9 puntos, considerando los partidos que quedaron nulos.